# Cyrtopodion
Cyrtopodion là một chi trong họ Tắc kè. Chi này có 37 loài.

## Các loài
Các loài trong chi này gồm:
- Cyrtopodion agamuroides
- Cyrtopodion amictopholis
- Cyrtopodion baigii Masroor, 2008
- Cyrtopodion battalensis
- Cyrtopodion baturensis
- Cyrtopodion brachykolon
- Cyrtopodion brevipes
- Cyrtopodion caspium
- Cyrtopodion chitralensis
- Cyrtopodion dattanensis
- Cyrtopodion elongatus – Yangihissar Gecko
- Cyrtopodion fasciolatus
- Cyrtopodion fedtschenkoi
- Cyrtopodion fortmunroi
- Cyrtopodion gastrophole
- Cyrtopodion heterocercus
- Cyrtopodion himalayanus
- Cyrtopodion indusoani
- Cyrtopodion kachhensis
- Cyrtopodion kiabii Ahmadzadeh et al., 2011[2]
- Cyrtopodion kirmanensis
- Cyrtopodion kohsulaimanai
- Cyrtopodion kotschyi
- Cyrtopodion lawderanus
- Cyrtopodion longipes
- Cyrtopodion medogensis
- Cyrtopodion mintoni
- Cyrtopodion montiumsalsorum
- Cyrtopodion narynensis
- Cyrtopodion potoharensis
- Cyrtopodion rhodocaudus
- Cyrtopodion rohtasfortai
- Cyrtopodion russowii
- Cyrtopodion sagittifer
- Cyrtopodion scaber
- Cyrtopodion spinicaudus
- Cyrtopodion turcmenicus
- Cyrtopodion voraginosus
- Cyrtopodion watsoni